# Alexandra Paul

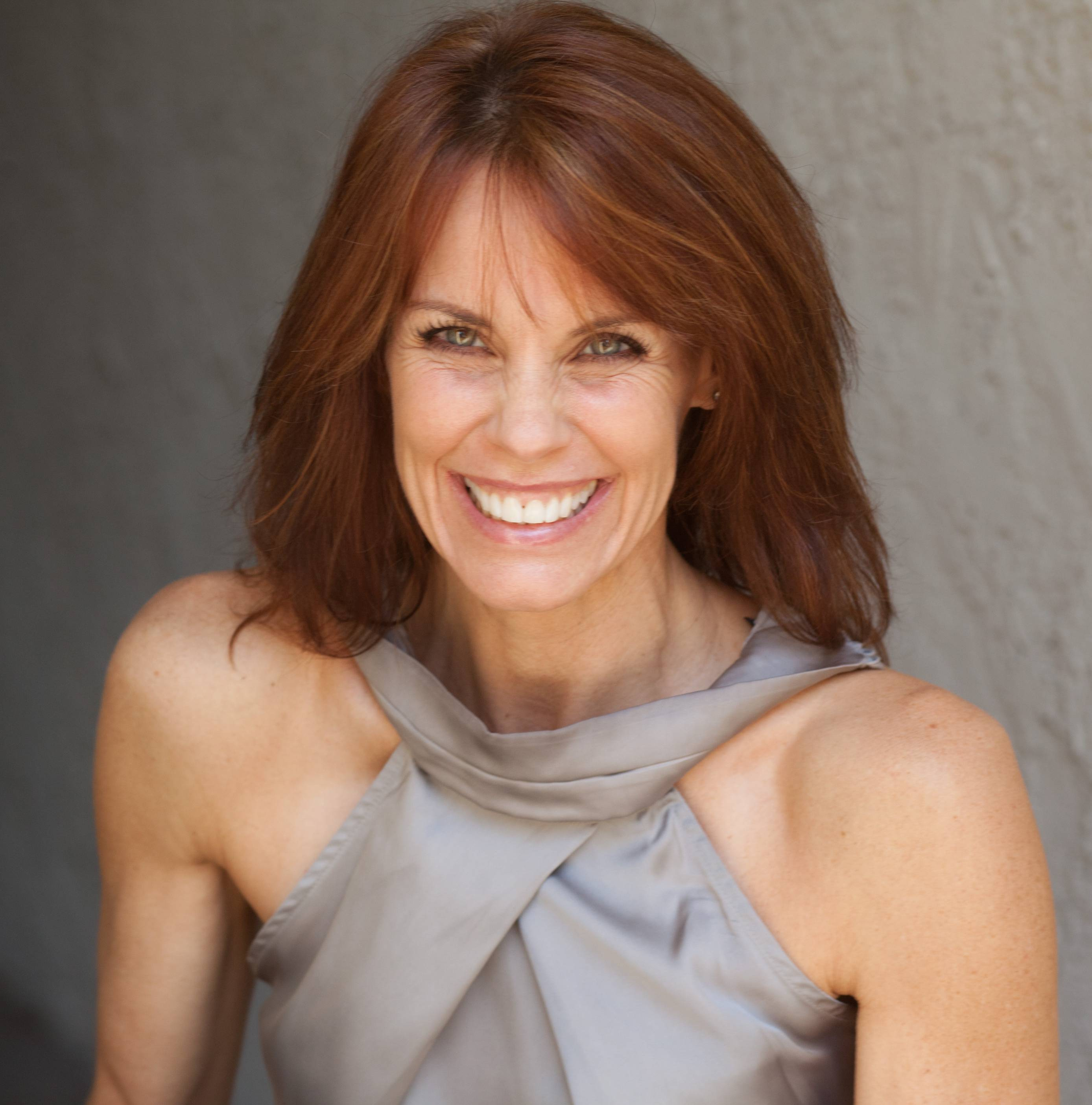
Alexandra Paul (2012)

Alexandra Elizabeth Paul (* 29. Juli 1963 in New York City, New York) ist eine US-amerikanische Schauspielerin.

## Leben
Paul studierte an der Stanford-Universität und arbeitete in dieser Zeit als Fotomodell. Sie debütierte im Fernsehfilm Paper Dolls (1982), in dem sie neben Joan Collins und Daryl Hannah spielte. Im Thriller Christine (1983) spielte sie eine der Hauptrollen, im Actionthriller 8 Millionen Wege zu sterben (1986) agierte sie neben Jeff Bridges und Rosanna Arquette, in der Komödie Schlappe Bullen beißen nicht (1987) war sie neben Dan Aykroyd und Tom Hanks zu sehen. Eine der Hauptrollen spielte sie neben Daphne Zuniga im Thriller Die Serienmörderin (1992). In den Jahren 1992 bis 1997 wirkte sie in der Fernsehserie Baywatch mit. Im Jahr 1999 war sie in einigen Folgen der Serie Melrose Place zu sehen.
Paul produzierte zwei preisgekrönte Dokumentarfilme: Jampacked und The Cost of Cool: Finding Happiness in a Materialistic World.
Paul ist bekannt für zahlreiche Akte des zivilen Ungehorsams. Im Jahr 2003 wurde sie für fünf Tage festgenommen, nachdem sie gegen den Irak-Krieg protestiert hatte. Für diese Tätigkeit wurde sie im Jahr 2005 mit dem Activist of the Year Award ausgezeichnet. Im März 2023 wurde sie für die Befreiung zweier Hühner aus einem Transport von Foster Farms im Rahmen einer Open Rescue freigesprochen.
Paul ist seit dem Jahr 2000 mit dem Schauspieler Ian Murray verheiratet. Sie hat eine Zwillingsschwester namens Caroline Paul, die als Schriftstellerin tätig ist.

## Filmografie (Auswahl)
- 1982: Paper Dolls (Fernsehfilm)
- 1983: American Nightmare
- 1983: Christine (John Carpenter’s Christine)
- 1984: Ein Klassemädchen (Just the Way You Are)
- 1985: Die Sieger – American Flyers (American Flyers)
- 1986: 8 Millionen Wege zu sterben (8 Million Ways to Die)
- 1987: Schlappe Bullen beißen nicht (Dragnet)
- 1988: Mord unter südlicher Sonne (Out of the Shadows, Fernsehfilm)
- 1988: Rivalen der Liebe (After the Rain)
- 1989: Perry Mason und das Seminar des Todes (The Case of the Lethal Lesson) (Episode 10, Fernsehfilm)
- 1991: Miliardi
- 1991: In Between
- 1992: Kuffs – Ein Kerl zum Schießen (Kuffs)
- 1992: Die Serienmörderin (Prey of the Chameleon)
- 1992–1997: Baywatch – Die Rettungsschwimmer von Malibu (Baywatch, Fernsehserie, 92 Folgen)
- 1993: Organiac (Sunset Grill)
- 1993: Death Train (Fernsehfilm)
- 1994: The Paperboy – Mörderische Unschuld (The Paper Boy)
- 1994: Nothing to Lose
- 1995: Baywatch: Forbidden Paradise
- 1995: Die Rembrandt-Connection (Night Watch, Fernsehfilm)
- 1995: Die Rückkehr der Piranhas (Piranha, Fernsehfilm)
- 1995: Cyber Bandits
- 1996: Agent 00 – Mit der Lizenz zum Totlachen (Spy Hard)
- 1996: House of the Damned
- 1996: Kid Cop
- 1996–1997: L.A. Firefighters (Fernsehserie, sieben Folgen)
- 1997: Im Spiegel des Abgrunds (Echo, Fernsehfilm)
- 1997: Baywatch Nights (Fernsehserie, eine Folge)
- 1997: Kiss & Tell
- 1997: Naked in the Cold Sun
- 1998: 12 Bucks
- 1999: König Artus in L.A. (Arthur’s Quest, Fernsehfilm)
- 1999: Melrose Place (Fernsehserie, acht Folgen)
- 2000: Der Kuss der Killerin (Revenge)
- 2000: Rich Kids – Wir kaufen Daddys Firma (The Brainiacs.Com)
- 2001: Ein Schuss unter Freunden (Above & Beyond)
- 2001: 10 Attitudes
- 2001: Im Sog der Vergeltung (Facing the Enemy)
- 2001: Flug 534 – Tod über den Wolken (Rough Air: Danger on Flight 534)
- 2001: Protokoll eines Sexsüchtigen (Diary of a Sex Addict)
- 2001: Exposure – Gefährliche Enthüllung (Exposure)
- 2002: Mein Freund, der Geist (Redemption of the Ghost)
- 2003: Baywatch – Hochzeit auf Hawaii (Baywatch – Hawaiian Wedding, Fernsehfilm)
- 2003: A Woman Hunted
- 2004: Saving Emily (Fernsehfilm)
- 2005: Erdrutsch – Wenn die Welt versinkt (Landslide, Fernsehfilm)
- 2006: Shockwave (A.I. Assault, Fernsehfilm)
- 2006: Vulkanausbruch in New York (Disaster Zone, Fernsehfilm)
- 2006: Gospel of Deceit (Fernsehfilm)
- 2006: Liebe deinen Nächsten
- 2007: Demons from Her Past (Fernsehfilm)
- 2008: Tru Loved
- 2008: Murder.com
- 2009: A Sister’s Secret (Fernsehfilm)
- 2009: Family of Four
- 2009: He’s Such a Girl
- 2009: Benny Bliss and the Disciples of Greatness
- 2009: Christmas Crash
- 2010: In My Sleep – Schlaf kann tödlich sein (In my Sleep)
- 2010: The Boy She Met Online
- 2011: Betrayed at 17 (Fernsehfilm)
- 2011: Javelina
- 2012: 16-Love
- 2012: A Beer Tale
- 2014: Firequake
- 2020: Pink Skies Ahead